# Kalkkrokmossa
Kalkkrokmossa (Drepanocladus sendtneri) är en bladmossart som beskrevs av Warnstorf 1903. Enligt Catalogue of Life ingår Kalkkrokmossa i släktet krokmossor och familjen Amblystegiaceae, men enligt Dyntaxa är tillhörigheten istället släktet krokmossor och familjen Amblystegiaceae. Enligt den finländska rödlistan är arten starkt hotad i Finland. Arten är reproducerande i Sverige. Artens livsmiljö är näringsrika sjöar. Inga underarter finns listade i Catalogue of Life.